# Grange Hill (Jamaika)
Grange Hill ist eine Kleinstadt im Westen von Jamaika. Die Stadt befindet sich im County Cornwall im Parish Westmoreland. Im Jahr 2010 hatte Grange Hill eine Einwohnerzahl von 7198 Menschen.

## Geografie
Grange Hill liegt auf flachen Terrain welches Deep Rural Hills genannt wird und durchschnittlich 24 Meter über den Meeresspiegel liegt. Der Ort befindet sich an den Ausläufern eines Waldgebietes. Südlich der Stadt erstrecken sich weite Felder und Plantagen. Die nächsten Ortschaften sind das circa 8 Kilometer entfernte Glasgow im Norden und Frome südöstlich von Grange Hill das ungefähr 3 Kilometer entfernt liegt. Etwa 10 Kilometer südwestlich des Ortes befindet sich Little London.
Grange Hill liegt am Morgan River, ein Fluss der nach dem Freibeuter Sir Henry Morgan benannt wurde. Ebenso trägt die örtliche Polizeistation den Namen Morgan River Police Station obwohl sich Morgan in dieser Region nie aufgehalten hat.

## Wirtschaft
Grange Hill ist bekannt dafür, die besten Rennpferde der Insel zu züchten und kann darin eine lange Tradition aufweisen. Ebenfalls bekannt ist der Ort für seine fruchtbaren Böden und dafür, jährlich die besten Ernten der Insel zu produzieren. Grange Hill liegt am sogenannten Westmoreland Zucker-Gürtel. Der größte Arbeitgeber der Region ist die in drei Meilen entfernte in der Ortschaft Frome ansässige Zuckerfabrik. Viele in der Stadt arbeiten auch im Tourismus in der Stadt selbst oder im 15 Meilen entfernten Negril.

## Söhne und Töchter der Stadt
- Rudyard Spencer (* 1944), Politiker der Jamaica Labour Party
- Peter Tosh (1944–1987), Sänger und Gitarrist
- Tia Clayton (* 2004), Sprinterin
- Tina Clayton (* 2004), Sprinterin